# オレグ・ゴヴォルン
オレグ・マルコヴィチ・ゴヴォルン（ゴボルン、ロシア語: Олег Маркович Говору́н, ラテン文字転写: Oleg Markovich Govorun、1969年1月15日 – ）は、ロシア連邦の政治家。2012年5月21日から2012年10月17日まで、第1次ドミートリー・メドヴェージェフ内閣で地域開発相を務めた。

## 経歴
1969年1月15日にシベリアのイルクーツク州ブラーツクに生まれる。1970年代初頭にモスクワ州プーシキノに移住し、1976年から1986年まで第九学校に学んだ。
1987年から1989年まで2年間兵役に就いた。
1993年にモスクワ森林大学を卒業し、化学エンジニアの学位を取得、卒業後はアルファ銀行に勤務した。
2000年にロシア連邦大統領府地域第一副部長に就任。2004年に大統領府内政政策副局長。
2006年3月20日、大統領府内政政策局長に任命され、2008年5月19日、ドミートリー・メドヴェージェフ大統領によって再任された。また、政権与党統一ロシア最高会議メンバーにも選出された。
2011年9月6日、中央連邦管区大統領全権代表に任命された。同年9月14日、ロシア連邦安全保障会議メンバーに就任。
2012年5月21日、第1次ドミートリー・メドヴェージェフ内閣に地域開発相として入閣した。
2012年9月19日、ウラジーミル・プーチン大統領は大統領令で命じた施策が次期予算案に反映されていないとしてゴヴォルン、ドミートリー・リヴァーノフ文相、マクシム・トピリン労相の3人の閣僚を懲戒処分とした。ゴヴォルンはその後体調を崩して公務を休んだ。プーチン大統領は10月17日にゴヴォルンを地域開発相から解任した。
2012年から2013年にかけて、現ロステックのCEOであるセルゲイ・チェメゾフのアドバイザーを務めた。
2013年1月、モスクワ州コロムナ市でミサイルおよび大砲の製造を専門とする科学生産株式会社機械製造設計局の取締役会会長に就任した。
2013年から2019年まで、ロシア大統領府に復職し、10月11日に 独立国家共同体加盟国、アブハジア共和国、南オセチア共和国との社会・経済協力部（のちに国境協力局長と改称）の部長を務めた。
2019年5月より国営企業「DOM.RF」副社長。
2019年8月28日から公的法律会社の総責任者。